# Distrito de Bačka del Norte
El Distrito de Bačka del Norte (en serbio: Севернобачки округ, Severnobački okrug; en húngaro: Észak Bácskai Körzet; en croata: Sjevernobački okrug; en bunjevac: Sjevernobački okrug; en eslovaco: Severobáčsky okres; en rusino: Сивернобачки окрух; en rumano: Districtul Bacica de Nord) es un distrito en el norte de Serbia. Está en la región de Bačka, en la provincia autónoma de Voivodina, y es fronterizo al norte con Hungría. En 2011 tenía una población de 186 906 habitantes, de los cuales el 40,80% eran magiares, el 27% serbios, el 7.78% croatas y el 7,37% bunjevcis. Algo más de la mitad de la población es católica. Su capital es Subotica.

## Municipios

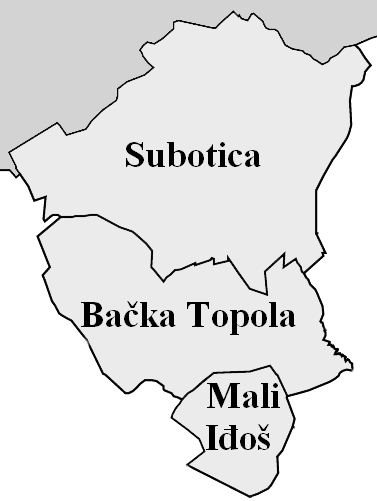
Municipios del Distrito de Bačka del Norte.

Comprende la ciudad de Subotica (en húngaro: Szabadka) y dos municipios rurales:
- Bačka Topola (en húngaro: Topolya)
- Mali Iđoš (en húngaro: Kishegyes)